# Kōnosu
Kōnosu (鴻巣市, Kōnosu-shi) est une ville située dans la préfecture de Saitama, au Japon.

## Géographie

### Situation
Kōnosu est située dans le nord-est de la préfecture de Saitama.

### Démographie
En 2010, la population de la ville de Kōnosu était de 119 831 habitants, répartis sur une superficie de 67,49 km2. En novembre 2021, elle était de 117 687 habitants.

### Hydrographie
Kōnosu est traversée par le fleuve Ara.

### Climat
Kōnosu a un climat subtropical humide caractérisé par des étés chauds et des hivers frais avec peu ou pas de chutes de neige. La température moyenne annuelle est de 14,6 °C. La pluviométrie annuelle moyenne est de 1 335 mm, septembre étant le mois le plus humide. Les températures sont les plus élevées en moyenne en août, autour de 26,6 °C, et les plus basses en janvier, autour de 3,6 °C.

## Histoire
Le bourg moderne de Kōnosu a été créé en 1889. Il obtient le statut de ville le 30 septembre 1954. Le 1er octobre 2005, les bourgs de Fukiage (district de Kitaadachi) et de Kawasato (district de Kitasaitama) ont été intégrés à Kōnosu.

## Transports
La ville est desservie par la ligne Takasaki de la JR East. La gare de Kōnosu est la principale gare de la ville.

## Jumelage
Kōnosu est jumelée avec  Kaneyama (Japon) depuis 2006.